# Saint-Cassin
Saint-Cassin är en kommun i departementet Savoie i regionen Auvergne-Rhône-Alpes i sydöstra Frankrike. Kommunen ligger i kantonen Cognin som tillhör arrondissementet Chambéry. År 2022 hade Saint-Cassin 1 009 invånare.

## Befolkningsutveckling
Antalet invånare i kommunen Saint-Cassin
| Referens: INSEE |